# Itumbiara
Itumbiara je město a obec (Município) ve střední Brazílii ve státě Goiás. Je to jedno z nejvíce prosperujících měst ve státě Goiás. Jedním ze symbolů města je most Ponte Affonso Penna, který spojuje státy Goiás a Minas Gerais.

## Ekonomika
Ekonomika města je založena hlavně na zpracování sóji. Významným odvětvím je turismus.

## Přírodní podmínky
Nachází se zde uměle vytvořené jezero Itumbiara, které využívají rybáři i zastánci vodních sportů. V blízkosti města je řada vodopádů.